# Lost (sæson 3)
Den tredje sæson af den amerikanske tv-serie Lost havde premiere i USA og Canada 4. oktober 2006 og sluttede 23. maj 2007. Tredje sæson fortsatte historien om en gruppe på over fyrre mennesker, der er strandet på en øde ø i det sydlige Stillehav, efter deres fly styrtede ned 36 dage før begyndelsen på sæsonen. I Lost-universet fandt sæsonen sted fra 28. november til 23. december 2004. Producerne udtalte, at første sæson handlede om at introducere de overlevende, anden sæson handlede om lugen, der er en DHARMA-station, mens tredje sæson handlede om De Andre, en gruppe mystiske ø-indfødte.
Som svar på klager fra fans af showet omkring planlægningen af de første sæsoner blev episoderne oprindeligt sendt i to blokke uden gentagelser. I USA bestod den første blok af seks episoder, der blev udsendt onsdage kl. 21, og efter en 12-ugers pause fortsatte sæsonen med de resterende 16 episoder, der blev udsendt onsdage kl. 22. I tillæg blev der udsendt tre clip-shows, der opsummerede tidligere begivenheder i showet. Lost: A Tale of Survival blev udsendt en uge før premieren, Lost Survivor Guide blev udsendt før den anden blok, og Lost: The Answers blev udsendt før finaleafsnittet. Buena Vista Home Entertainment udgav sæsonen under titlen Lost: The Complete Third Season - The Unexplored Experience 11. december 2007 i region 1. Den er tilgængelig som et syv-disk DVD-sæt og som seks-disk blu-ray-sæt.

## Produktion
Sæsonen blev produceret af Touchstone Television (nu ABC Studios), Bad Robot Productions og Grass Skirt Productions, og blev udsendt på American Broadcasting Company-netværket i USA. Producenterne i tredje sæson var medskaberen J.J. Abrams, medskaberen Damon Lindelof, Bryan Burk, Jack Bender, Jeff Pinkner og Carlton Cuse. Forfatterne var Lindelof, Pinkner og med-producenterne Edward Kitsis og Adam Horowitz, med-producenten Drew Goddard, den opsynshavende producent Elizabeth Sarnoff, Christina M. Kim og Brian K. Vaughan. De faste instruktører var Bender, tilsynshavende producer Stephen Williams, Paul Edwards og Eric Laneuville. Lindelof og Cuse fungerede som show runnere.

## Casting
Sæsonen havde seksten større roller med stjerne-kreditering, hvilket gjorde rollebesætningen til den andenstørste i 2006/2007-fjernsynssæsonen, efter ABC's Desperate Housewives. Karaktererne er her kort opsummeret og ordnet efter kreditering og antallet af optrædener i tredje sæson.
Evangeline Lilly spillede flygtningen Kate Austen, der er usikker på om hun elsker Jack eller Sawyer højest. Matthew Fox spillede doktoren Jack Shephard, de overlevendes leder. Josh Holloway portrætterede den sarkastiske bondefanger James "Sawyer" Ford. Elizabeth Mitchell sluttede sig til rollebesætningen som Juliet Burke, en Other, der forsøger at flygte fra øen. Henry Ian Cusick blev forfremmet til en hovedrolle med sin rolle som Desmond Hume, en mand med en overnaturlig evne til at se "glimt" fra fremtiden, og som forudser Dominic Monaghans rolle Charlie Paces død. Naveen Andrews spillede Sayid Jarrah, en tidligere soldet i den Republikanske Hær.  Gæstestjernen fra anden sæson, Michael Emerson, blev forfremmet til en hovedrolle som Ben "Henry Gale" Linus, en højt rangeret, manipulerende Other. Jorge Garcias rolle Hurley Reyes fortsatte med at være seriens komiske islæt. Daniel Dae Kim spillede den ikke-engelsktalende Jin Kwon, søn af en fiskermand, med Yunjin Kim som Jins engelsktalende gravide kone Sun. Terry O'Quinn spillede John Locke, en udstødt overlevende med en dyb forbindelse til øen. Emilie de Ravin portrætterede den enlige nybagte mor Claire Littleton. Rodrigo Santoro og Kiele Sanchez kom også ind som de tidligere usete overlevende Paulo og Nikki Fernandez. Adewale Akinnuoye-Agbaje vendte kort tilbage som Mr. Eko.
Tredje sæson havde flere tilbagevendende gæstestjerner. M.C. Gainey spillede Otheren Tom. Tania Raymonde spillede Alex, mens Mira Furlan portrætterede hendes mor Danielle Rousseau, der mødte Alex for første gange siden hun blev født.
Andrew Divoff spillede den enøjede Other Mikhail Bakunin og Nestor Carbonell portrætterede den mystiske ikke-ældende ø-indfødte Richard Alpert. Marsha Thomasons karakter Naomi Dorrit hoppede i faldskærm ned på øen. Blake Bashoff spillede Alex' kæreste Karl. Michael Bowen portrætterede den hævntørstige Other Pickett, mens William Mapother portrætterede den afdøde Other Ethan Rom. Sonya Walger spillede Desmonds kæreste Penny Widmore, der ikke var med flyet. Brian Goodman spillede Otheren Ryan Pryce. L. Scott Caldwell og Sam Anderson vendte kort tilbage som det gifte par Rose Henderson og Bernard Nadler.
Specielle gæstestjerner er skuespillere og skuespillerinder, der engang havde stjernekreditering, men på grund af karakterens død eller flugt fra øen nu kun ses lejlighedsvist. Rollebesætningsmedlemmet fra første sæson Ian Somerhalder gentog sin rolle i hallucinationer og flashbacks som Boone Carlyle, ligesom sin stedsøster Shannon Rutherford, spillet af Maggie Grace. Malcolm David Kelley vendte tilbage i en enkelt scene som den tiårige Walt Lloyd.

## Modtagelse
Den første blok episoder blev kritiseret for at rejse for mange nye mysterier og ikke besvare nogle spørgsmål. Der blev også klaget over den begrænsede mængde skærm-tid for mange af hovedpersonerne i den første blok. Locke, spillet af Terry O'Quinn, der delte titlen som den, der havde spillet med i flest episoder i anden sæson, var kun med i 13 af de 22 episoder i tredje sæson – kun to mere end gæstestjernen M.C. Gainey, der spillede Tom. Reaktionerne mod de to nye karakterer, Nikki og Paulo, var generelt negative, og Lindelof erkendte endda, at parret var "universelt hadet" af fans. Beslutningen om at dele sæsonen og skiftet af udsendelsestidspunktet i USA efter pausen blev også kritiseret. Cuse  erkendte at "ingen var tilfredse med blokken på seks episoder." Den anden blok episoder blev dog rost af kritikerne, da producerne arbejdede med problemerne fra første blok. Flere svar blev skrevet ind i showet og Nikki og Paulo blev dræbt. Det blev også bekendtgjort, at serien ville slutte tre sæsoner efter den tredje, hvilket Cuse håbede ville overbevise fans'ne om, at forfatterne vidste hvor historien ville bevæge sig hen.
Tredje sæson blev nomineret til seks Primetime Emmy Awards, blandt andet med nomineringer for instruktion, manuskript, redigering og lydspor.  O'Quinn vandt tredje sæsons eneste Emmy for sit skuespil i en birolle. Den ottende episode blev nomineret til en Writers Guild of America Award i kategorien Dramaepisode. Producerne blev nomineret til en Producers Guild Award i TV-drama-kategorien. Losts stunthold blev nomineret til sæsonens eneste Screen Actors Guild Award. Losts tredje sæson modtog også en Television Critics Association-nominering i drama-kategorien. Sæsonen blev ikke  nomineret til en Golden Globe Award og fik to Directors Guild Award-nomineringer. Sæsonen havde i gennemsnit 14,6 millioner seere i Amerika per episode, hvilket gav en 17. plads samlet og en 9. plads i fokus-segmentet, der er voksne mellem 18 og 49. Den første blok havde et gennemsnit på fire millioner flere seere end den anden blok, der med 14. afsnit havde færrest seere i seriens historie med 11,52 millioner seere. Dog var Lost et af de shows, der blev optaget mest i 2007.
Gennemsnitligt 18.000 danskere så tredje sæson af Lost, hvilket må betragtes som et stort fald i forhold til første og anden sæson, hvor der var hhv. 88.000 og 51.000 seere.

## Afsnit
| Serie # | Sæson # | Titel                        | Instruktør       | Forfatter(e)                         | Hovedperson(er) | Original sendedato |
| 48 | 1       | "A Tale of Two Cities"       | Jack Bender      | J.J. Abrams & Damon Lindelof         | Jack            | 4. oktober 2006    |
| Jack tilfangetages på The Hydra, og forhøres af en Other ved navn Juliet. Kate og Sawyer holdes i bure, ikke langt derfra. Sawyer forsøger at flygte med Karl, men de bringes begge tilbage. Henry Gale afsløres som lederen af The Others. I flashbacks forsøger Jack på besættende vis at finde ud af hvem Sarah har en affære med, og ender med at blive suspekt overfor sin far. Jack arresteres efter et overfald på ham, og løslades ved kaution af Sarah. |         |                              |                  |                                      |                 |                    |
| 49 | 3       | "The Glass Ballerina"        | Paul Edwards     | Jeff Pinkner & Drew Goddard          | Sun & Jin       | 11. oktober 2006   |
| Ben tilbyder Jack at komme væk fra øen, hvis han samarbejder. Kate og Sawyer bringes ud af burene for at ødelægge sten, og det afsløres at de videoovervåges. På båden lokkes Sun, Jin og Sayid i baghold af the Others, og til trods for Sun skyder Colleen, lykkedes det dem at kapre båden. I flashbacks finder Suns far ud af sin datters afføre med Jae Lee. He giver Jin ordre til at assassinere Lee, men Jin kan kun få sig selv til at true ham. Efterfølgende begår Jae selvmord. |         |                              |                  |                                      |                 |                    |
| 50 | 2       | "Further Instructions"       | Stephen Williams | Carlton Cuse & Elizabeth Sarnoff     | Locke           | 18. oktober 2006   |
| Locke, Desmond og Eko overlever implosionen af lugen. Locke oplever en vision af Boone, og drager med Charlie ud for at bringe Eko tilbage. Hurley opdager at Desmond kan se fremtiden. I flashbacks, bringer Locke ubevidst en politibetjent til marijuanadyrkende gruppe, han er blevet en del af. |         |                              |                  |                                      |                 |                    |
| 51 | 4       | "Every Man for Himself"      | Stephen Williams | Edward Kitsis & Adam Horowitz        | Sawyer          | 25. oktober 2006   |
| Colleen dør og hendes mand, Pickett, lader sin vrede gå ud over Sawyer. Sawyer bildes ind at en pacemakerimplant er opereret ind i ham, men Ben afslører at der aldrig har været en, og det blot var for han ikke skulle flygte. Flugtmuligheden synes desuden yderligere kompliceret, da Ben løfter sløret for, at de er på en anden, mindre ø. I flashbacks svindler Sawyer sig vej ud af fængslet, og får at vide at han har en datter. |         |                              |                  |                                      |                 |                    |
| 52 | 5       | "The Cost of Living"         | Jack Bender      | Alison Schapker & Monica Owusu-Breen | Mr. Eko         | 1. november 2006   |
| Eko følger en vision af sin bror gennem junglen, der viser sig at være "Monsteret." Eko nægter at bekende sine synder, og slås ihjel. Jack erfarer, at han blev lokket ind i Bens spind, for at operere hans tumor væk. Juliet konspirerer med Jack, om at slå Ben ihjel under operationen, og få det til at ligne en ulykke. I flashbacks bliver Eko præst efter Yemis død, og han dræber enkelte mænd, for at beskytte byen. |         |                              |                  |                                      |                 |                    |
| 53 | 6       | "I Do"                       | Tucker Gates     | Damon Lindelof & Carlton Cuse        | Kate            | 8. november 2006   |
| Kate og Sawyer udtrykker deres gensidige følelser, og har sex. Pickett næsten dræber Sawyer, der i stedet får en flugtmulighed da Jack kontakter dem over radioen. Han sikrer dem en flugtmulighed i bytte for Bens liv, som han med fuldt overlæg har sat i fare. I flashbacks forsøger Kate sig med et ordinært liv i ægteskab, men ender med at flygte. |         |                              |                  |                                      |                 |                    |
| 54 | 7       | "Not in Portland"            | Stephen Williams | Carlton Cuse & Jeff Pinkner          | Juliet          | 7. februar 2007    |
| Alex giver Kate og Sawyer en kano, i bytte for at de hjælper med at befri hendes kæreste Karl, der forsøges hjernevasket i Room 23. Juliet dræber Pickett, for at hjælpe Sawyer, Kate og Karl videre, men må bringe Alex med tilbage. I flashbacks afhjælper Juliet sin søsters fertilitetsproblemer, og jobinterviewes af Mitteelos Bioscience. |         |                              |                  |                                      |                 |                    |
| 55 | 8       | "Flashes Before Your Eyes"   | Jack Bender      | Damon Lindelof & Drew Goddard        | Desmond         | 14. februar 2007   |
| Charlie og Hurley forsøger at få Desmond beruset, så han vil forklare dem hvordan han var i stand til at forudse fremtidige begivenheder. Flashbacks viser Desmonds liv efter implosionen, hvor han finder sig selv tilbage i sit liv med Penny. Da han igen er ved bevidsthed på øen, ser han fremtiden i glimt, blandt andet Charlies død. |         |                              |                  |                                      |                 |                    |
| 56 | 9       | "Stranger in a Strange Land" | Paris Barclay    | Elizabeth Sarnoff & Christina M. Kim | Jack            | 21. februar 2007   |
| Juliet retsforfølges blandt The Others for sit drab på Pickett, men med hjælp fra Jack og Ben får ikke dødsstraffen. The Others og Jack begynder deres hjem mod barakkerne. I flashbacks får Jack sine tatoveringer under sit ophold i Phuket, Thailand. |         |                              |                  |                                      |                 |                    |
| 57 | 10      | "Tricia Tanaka Is Dead"      | Eric Laneuville  | Edward Kitsis & Adam Horowitz        | Hurley          | 28. februar 2007   |
| Kate og Sawyer kommer tilbage til stranden. Hurley finder en gammel, efterladt bil i junglen, og får den i gang med hjælp fra Sawyer, Jin og Charlie. Kate, Sayid og Locke drager ud for at redde Jack. I flashbacks kommer Hurleys far tilbage - efter adskillige års fravær - for at tage del i sin søns klækkelige lottogevinst. |         |                              |                  |                                      |                 |                    |
| 58 | 11      | "Enter 77"                   | Stephen Williams | Carlton Cuse & Damon Lindelof        | Sayid           | 7. marts 2007      |
| Locke, Sayid og Kate undersøger en Dharma-station og møder dens beboer, Mikhail. På vej væk fra stationen, får Locke den sprunget i luften. I flashbacks møder Sayid en af sine tidligere torturofre. |         |                              |                  |                                      |                 |                    |
| 59 | 12      | "Par Avion"                  | Paul Edwards     | Christina M. Kim & Jordan Rosenberg  | Claire          | 14. marts 2007     |
| Claire får kendskab til Desmonds profeti, og senere sætter hun en besked om flystyrtet og de overlevende på øen, fast på en fugl. Locke, Sayid og Kate nærmer sig et supersonisk forsvarshegn. Locke skubber Mikhail gennem det, mens de andre kravler over. I flashbacks afsløres det at Jack og Claire har samme far. |         |                              |                  |                                      |                 |                    |
| 60 | 13      | "The Man from Tallahassee"   | Jack Bender      | Drew Goddard & Jeff Pinkner          | Locke           | 21. marts 2007     |
| Locke, Sayid og Kate nærmer sig The Others' lejr, og ser jack relativt glad. Jack og Juliet viser sig at have indgået en aftale med Ben, om at rejse hjem på den selvsamme ubåd, som Locke springer i luften. Ben afslører Lockes fars tilstedeværelse på øen. I flashbacks skubber Lockes far sin søn ud gennem et vindue; Begivenheden der gør Locke paralyseret og kørestolsafhængig. |         |                              |                  |                                      |                 |                    |
| 61 | 14      | "Exposé"                     | Stephen Williams | Edward Kitsis & Adam Horowitz        | Nikki & Paulo   | 28. marts 2007     |
| Charlie fortæller Sun, at det var ham og Sawyer der kidnappede hende i junglen. De overlevende undersøger dødsårsagen for Nikki og Paulo. Flashbacks afslører at der opstod bitre stridigheder mellem Nikki og Paulo over værdifulde diamanter, og at de begge bides af medusaedderkopper hvis gift paralyserer i tilstrækkelig tid til at de begraves levende. |         |                              |                  |                                      |                 |                    |
| 62 | 15      | "Left Behind"                | Karen Gaviola    | Damon Lindelof & Elizabeth Sarnoff   | Kate            | 4. april 2007      |
| De Andre og Locke forlader barakkerne. Hurley svindler Sawyer til at gøre gode gerninger for de andre overlevende, mens Kate ufrivilligt må følges med Juliet i håndjern, efter at være blevet bedøvet med gasgranater ved barakkerne. Flashbacks viser de skridt Kate tog for at genforenes med sin mor, der til gengæld ikke ønskede at se hende igen. |         |                              |                  |                                      |                 |                    |
| 63 | 16      | "One of Us"                  | Jack Bender      | Carlton Cuse & Drew Goddard          | Juliet          | 11. april 2007     |
| Jack, Sayid, Kate og Juliet vender tilbage fra De Andres lejr, men på grund af sin insisteren på at stole på Juliet, bliver de andre overlevende mistænksomme omkring Jacks motiver. En sygdom rammer Claire, aktiveret via et implant De Andre har opereret ind i hende, og Juliet redder hende. Flashbacks viser Juliets tid på øen, hvor hun holdes mod sin vilje. De viser også Juliet og Ben planlægger hendes tid som muldvarp blandt de overlevende fra Oceanic Flight 815. |         |                              |                  |                                      |                 |                    |
| 64 | 17      | "Catch-22"                   | Stephen Williams | Jeff Pinkner & Brian K. Vaughan      | Desmond         | 18. april 2007     |
| Fulgt af flashforwards bringer Desmond Charlie, Hurley og Jin med sig gennem junglen, hvor de opdager Naomi - en kvinde i faldskærm der er landet på øen. Kate udnytter Sawyer efter at have set Jack sammen med Juliet, og flashbacks viser Desmonds tid som munk og hans første møde med Penny. |         |                              |                  |                                      |                 |                    |
| 65 | 18      | "D.O.C."                     | Fred Toye        | Edward Kitsis & Adam Horowitz        | Sun             | 25. april 2007     |
| Sun undersøges af Juliet på The Staff, hvor Juliet rapporterer sine observationer tilbage til Ben. Desmond møder Mikhail i live i junglen, og lader ham hjælpe Naomi. Flashbacks viser Sun blive økonomiske afpresset af Jins biologiske mor. |         |                              |                  |                                      |                 |                    |
| 66 | 19      | "The Brig"                   | Eric Laneuville  | Damon Lindelof & Carlton Cuse        | Locke           | 2. maj 2007        |
| Flashbacks viser Locke sammen med De Andre, der havde hans far til fange. I nutiden overtaler Locke Sawyer til at slå sin far - der viser sig at være den originale Sawyer - ihjel på Den Sorte Klippe. |         |                              |                  |                                      |                 |                    |
| 67 | 20      | "The Man Behind the Curtain" | Bobby Roth       | Elizabeth Sarnoff & Drew Goddard     | Ben             | 9. maj 2007        |
| Locke vender tilbage til the Others, og Ben tager ham modvilligt med for at møde the Others' mystiske leder, Jacob. Locke kan ikke se Jacob, men han kan høre ham, og Ben skyder Locke på grund af dette. De overlevendes mistro til Jack når nye højder da Juliet afsløres som spion, dog afslører Juliet at hun har arbejdet med Jack mod the Others. Flashbacks viser første gang Ben kom til øen som dreng og som en del af Dharma-initiativet. Ben konspirerer sammen med the Others (hvoraf mindst én, Richard Alpert, ikke ældes de næste 30 år) og dræber det meste af Dharma.                                                       |         |                              |                  |                                      |                 |                    |
| 68 | 21      | "Greatest Hits"              | Stephen Williams | Edward Kitsis & Adam Horowitz        | Charlie         | 16. maj 2007       |
| Jack får kendskab til the Others' plan om at overfalde de overlevende og kidnappe deres gravide kvinder, og han kommer på en plan, der indebærer at dræbe the Others med dynamit. For at gøre Sayid i stand til at sende et nødsignal ud med Naomis satellittelefon, svømmer Charlie ned til en undervands-Dharmastation, der blokerer alle transmissioner. Charlie skriver de fem største øjeblikke i sit liv ned. |         |                              |                  |                                      |                 |                    |
| 69 | 22      | "Through the Looking Glass"  | Jack Bender      | Carlton Cuse & Damon Lindelof        | Jack            | 23. maj 2007       |
| I denne dobbeltepisode giver Jacks plan bagslag, og Sayid, Jin og Bernard bliver holdt som gidsler af the Others ved stranden. Anført af Rousseau rejser de overlevende til radiotårnet for at slukke Rousseaus transmission. Naomi får kontakt med sin båd, men bliver stukket ned af Locke, der sammen med Ben tror at de overlevende begår en fejltagelse. Charlie får kontakt med Penny Widmore i undervandsstationen, men drukner da stationen bliver oversvømmet af Mikhail. Sawyer, Juliet og Hurley redder de overlevende på stranden. I stedet for flashbacks vises flashforwards, hvori Jacks miserable liv efter redningen vises. |         |                              |                  |                                      |                 |                    |

## Fodnoter
1. ↑  På dvd-udgivelsen tælles der 23 afsnit, pga. finalens seperation i to.
2. ↑  Fordis, Jeff, (22. januar 2007) "The Life of One of "The Others" Rests in Jack's Hands, on the Return of ABC's Lost Arkiveret 27. september 2007 hos  Wayback Machine," ABC Medianet.  Hentet 7. september 2007.
3. ↑  Aurthur, Kate, (25. maj 2006) "Dickens, Challah and That Mysterious Island," The New York Times. Hentet 9. september 2007.
4. ↑  Covel, Bonnie, (3. oktober 2006) "J.J. Abrams Talks About Lost and His Other Shows Arkiveret 19. december 2007 hos  Wayback Machine," About.com. Hentet 7. september 2007.
5. ↑  Mahan, Colin, (18. juli 2006) "Lost will be Broken in Two Arkiveret 29. september 2007 hos  Wayback Machine," TV.com. Hentet 8. september 2007.
6. ↑  Fordis, Jeff, (22. januar 2007) "Lost Survivor Guide Arkiveret 30. september 2007 hos  Wayback Machine," ABC Medianet. Hentet 7. september 2007.
7. ↑  Fordis, Jeff, (30. april 2007) "Lost: The Answers Arkiveret 30. september 2007 hos  Wayback Machine," ABC Medianet. Hentet 7. september 2007.
8. ↑  Buena Vista Home Entertainment, (2007) "Lost – The Complete Third Season Arkiveret 3. juni 2008 hos  Wayback Machine," ABC. Hentet 9. september 2007.
9. ↑  Snugglefish Media, (31. august 2007) "Disney Reveals New Specs, Exclusive Extras for Lost: Third Season Blu-ray Arkiveret 11. november 2007 hos  Wayback Machine," High-Def Digest. Hentet 9. september 2007.
10. ↑  Lindelof, Damon, (Januar 2007) "Lost Producers Arkiveret 4. november 2014 hos  Wayback Machine," ABC Medianet. Hentet 7. september 2007.
11. ↑  Goldman, Eric, (26. december 2006) "Comic Book Writer Gets Lost," IGN. Hentet 1. september 2007.
12. ↑  Keller, Joel, (15. januar 2007) "ABC's Show Runners Talk About Pitching, Network Notes, and Internet Scrutiny," TV Squad. Hentet 30. august 2007.
13. ↑  White, Cindy, (22. januar 2007) "Executive Producers Lindelof and Cuse Promise That They've Found the Plot Twists That Will Bring Viewers Back Arkiveret 18. marts 2007 hos  Wayback Machine," Sci Fi. Hentet 31. august 2007.
14. ↑  Bain, Emily, (20. oktober 2004) "Viewers Get Lost in Popular New ABC Show Arkiveret 17. april 2008 hos  Wayback Machine," The Tufts Daily. Hentet 31. august 2007.
15. ↑  Lost: 
"Not in Portland" (Sæson 3, afsnit 7). Manuskript af Carlton Cuse & Jeff Pinkner.  Broadcasted første gang på American Broadcasting Company den TBA.
16. ↑  Mullaney, Andrea, (30. juli 2006) "Scots Star Happy to Get Lost for a Year," The Sunday Mail. Hentet 9. september 2007.
17. ↑  Twair, Pat McDonnell, (April, 2005) "ABC-TV's Hit Series, Lost, Features Sayid, a Sensitive, Appealing Iraqi," Brittanica. Hentet 1. september 2007.
18. ↑  Simonson, Robert, (28. maj 2006) "Michael Emerson to Become Series Regular on TV's Lost," Playbill. Hentet 9. september 2007.
19. ↑  Garcia, Jorge (March 2006) "We Want Answers! Arkiveret 15. februar 2008 hos  Wayback Machine," Maxim. Hentet 31. august 2007.
20. ↑  Juba, Scott, (28. juni 2006) "Yunjin Kim: Across Continents Arkiveret 28. september 2007 hos  Wayback Machine," The Trades. Hentet 1. september 2007.
21. ↑  Lindelof, Damon & Cuse, Carlton, (11. maj 2007) "Official Lost Podcast Arkiveret 8. oktober 2007 hos  Wayback Machine," American Broadcasting Company. Hentet 31. august 2007.
22. ↑  Disney (Oktober, 2006) "Claire Littleton (Webside ikke længere tilgængelig)," American Broadcasting Company. Hentet 1. september 2007.
23. ↑  Veitch, Kristin, (2. november 2006) "Lost Redux: Why, God, Why?!," E!. Hentet 9. september 2007.
24. ↑  Gainey, M.C., (16. april 2007) "Official Lost Podcast Arkiveret 30. juni 2007 hos  Wayback Machine," American Broadcasting Company. Hentet 8. september 2007.
25. ↑  Keck, William, (23. maj 2007) "After 3 Long Lost Seasons, a Rousseau Family Reunion," USA Today. Hentet 8. september 2007.
26. ↑  Rawson-Jones, Ben, (18. maj 2007) "Lost's Marsha Thomason Interview," DigitalSpy. Hentet 8. september 2007.
27. ↑  Lachonis, Jon, (21. marts 2007) "Lost's Exposé Reunites Fan Favorites," BuddyTV. Hentet 9. september 2007.
28. ↑  BuddyTV, (25. maj 2007) "Lost Season Three Finale – Favorite Moments!,". Hentet 8. juli 2007.
29. ↑  Simunic, Steven, (15. marts 2007) "Why ABC's Lost Is Losing It (Webside ikke længere tilgængelig)," The Daily Californian. Hentet 8. september 2007.
30. ↑  Porter, Rick, (8. november 2006) "Lost: Yep, That's a Cliffhanger Arkiveret 13. januar 2009 hos  Wayback Machine," Zap2It. Hentet 7. september 2007.
31. ↑  Martin, Ed, (31. januar 2007) "Exclusive Interview! Lost Executive Producers Damon Lindelof and Carlton Cuse Arkiveret 30. september 2007 hos  Wayback Machine," MediaVillage. Hentet 6. september 2007.
32. ↑  Jensen, Jeff & Snierson, Dan, (8. februar 2007) "Lost and Found Arkiveret 26. april 2012 hos  Wayback Machine," Entertainment Weekly. Hentet 3. april 2007.
33. ↑  Goldman, Eric, (7. november 2007) "Writers Strike: Should Lost Air This Season?," IGN. Hentet 8. november 2007.
34. ↑  Brownfield, Robin, (28. marts 2007) "Naveen Andrews: Lost Should Start Earlier Arkiveret 5. november 2007 hos  Wayback Machine," SyFy Portal. Hentet 8. september 2007.
35. ↑  Ausiello, Michael, (7. november 2007) "Ausiello on Lost, Buffy, Heroes, ER and More!," TV Guide. Hentet 10. november 2007.
36. ↑  Lachonis, Jon, (20. juli 2007) "Lost – When is an Emmy Snub not a Snub?," BuddyTV.  Hentet 9. september 2007.
37. ↑  Jensen, Jeff, (29. maj 2007) "Flashforward Thinking Arkiveret 18. oktober 2012 hos  Wayback Machine," Entertainment Weekly. Hentet 7. september 2007.
38. ↑  Pierce, Scott D., (23. maj 2007) "Is Lost Found? Arkiveret 25. juli 2008 hos  Wayback Machine," Deseret Morning News. Hentet 8. september 2007.
39. ↑  Malcolm, Shawna, (29. marts 2007) "Lost Boss Explains Last Night's Double Demise Arkiveret 3. april 2007 hos  Wayback Machine," TV Guide. Hentet 2. april 2007.
40. ↑  Adalian, Josef, (6. maj 2007) Lost Set for Three More Years, Variety. Hentet 6. september 2007.
41. ↑  Ryan, Maureen, (14. januar 2007) "Lost Producers Talk About Setting an End Date and Much More Arkiveret 23. oktober 2012 hos  Wayback Machine," Chicago Tribune. Hentet 6. september 2007.
42. ↑  Cryer, Jon & Sedgwick, Kyra (19. juli 2007) "Primetime Emmys Complete 2007 Nominations List Arkiveret 25. februar 2009 hos  Wayback Machine," Academy of Television Arts & Sciences. Hentet 5. august 2007.
43. ↑  King, Susan, (16. september 2007) "Emmys Live," The Los Angeles Times Envelope. Hentet 16. september 2007.
44. ↑  Mitchell, Gregg & Goldman, Sherry, (12. december 2007) "2008 Writers Guild Awards Television & Radio Nominees Announced Arkiveret 19. december 2007 hos  Wayback Machine," Writers Guild of America, West. Hentet 13. december 2007.
45. ↑  Producers Guild of America, (18. november 2007) "19th Annual Producers Guild Awards Arkiveret 18. december 2008 hos  Wayback Machine." Hentet 5. januar 2008.
46. ↑  Screen Actors Guild, (20. december 2007) "Nominations Announced for the Fourteenth Annual Screen Actors Guild Awards Arkiveret 13. maj 2008 hos  hos Archive.is."  Pressemeddelelse. Hentet 22. december 2007.
47. ↑  Television Critics Association, (21. juli 2007) "Complete List of Nominees (Through 2007)." Hentet 31. december 2007.
48. ↑  Hollywood Foreign Press Association, (13. december 2007) "2008 Golden Globe Awards Nominations for the Year Ended December 31, 2007 Arkiveret 15. december 2007 hos  Wayback Machine." Hentet 5. januar 2008.
49. ↑  Directors Guild of America, (10. januar 2008) "DGA Announces Nominees for Outstanding Directorial Achievement in All Categories for 2007 Arkiveret 11. april 2008 hos  Wayback Machine". Hentet 13. januar 2008.
50. ↑  Nielsen Media Research, (25. maj 2007) "2006-07 Primetime Wrap," The Hollywood Reporter. Hentet 9. september 2007.
51. ↑  Nielsen Media Research, (5. juni 2007) "Season Program Rankings (Webside ikke længere tilgængelig)," ABC Medianet. Hentet 20. september 2007.
52. ↑  Nielsen Media Research, (2. juni 2007) "ABC's Lost Ratings at a Glance Arkiveret 7. juni 2008 hos  Wayback Machine," Yet Another Useless Web Site. Hentet 9. september 2007.
53. ↑  Disney, (3. april 2007) "Weekly Program Rankings Arkiveret 30. september 2007 hos  Wayback Machine," ABC Medianet. Hentet 6. september 2007.
54. ↑  Nielsen Media Research, (11. december 2007) "The Nielsen Company Issues Top Ten U.S. Lists for 2007," PR Newswire.  Hentet 12. december 2007.
55. ↑  If. email fra SBS
56. 1 2  "The Glass Ballerina" og "Further Instructions" blev sendt i omvendt rækkefølge.
57. ↑  Lindelof, Damon & Cuse, Carlton, (11. maj 2007) "Official Lost Podcast," ABC.com. Hentet 3. juli 2007.